# Тауфкирхен (Мюнхен)
Тауфкирхен (нем. Taufkirchen) — община в Германии, в земле Бавария.
Подчиняется административному округу Верхняя Бавария. Входит в состав района Мюнхен. Население составляет 17 868 человек (на 31 декабря 2010 года). Занимает площадь 22,02 км².